# Château de Galliera
Le château de Galliera (en italien : Castello di Galliera) est une ancienne forteresse construite près des murs de Bologne (Italie), à proximité immédiate de Porta Galliera, par des représentants du gouvernement papal. Il a été détruit cinq fois et reconstruit quatre fois à la suite des révoltes de la population contre les légats apostoliques. Les ruines sont toujours visibles aujourd’hui, à côté de l'escalier monumental du jardin de la Montagnola.

## Histoire

### 1330-1334: première forteresse
Le cardinal légat Bertrand du Pouget entre à Bologne le 5 février 1327, dans le but de trouver un emplacement pour la résidence du pape, qui désire alors revenir en Italie mais pas à Rome. En 1329, il ordonne à Agostino di Giovanni et Agnolo di Ventura, deux ingénieurs et sculpteurs réputés, de chercher quel lieu serait le plus adapté pour une forteresse. Ils désignent l’emplacement de la Porta Galliera. La construction commence en 1330. Le bâtiment est un château long de 200 pas et large de 300 (environ 295 mètres par 441). Il est entouré de larges tours et de remparts crénelés, eux-mêmes entourés de fosses profondes. Il comporte une porte nord vers la campagne et une porte sud vers la ville. Cette dernière donne sur une grande esplanade, pour l’aménagement de laquelle la ville doit acheter 19 maisons.
La construction est rapidement terminée, en 1332, et Bertrand du Pouget y réside jusqu’en mars 1334, date à laquelle il est chassé de la ville et part se réfugier à Florence. Le 17 mars débute la destruction du château, qui ne s’arrête qu’une fois celui-ci entièrement rasé.
Le complexe abritait une chapelle avec des fresques de Giotto et un retable en marbre de Giovanni di Balduccio.

### 1404-1411: seconde forteresse
Le 30 juillet 1404, le cardinal légat Baldassarre Cossa pose la première pierre d’un nouveau château, plus petit, au-dessus des ruines du précédent. La ville doit de nouveau acheter des maisons pour le terrain, dont le prix est payé à la fois par elle-même et le légat. Le château est dit « della Verda » (« de la verte ») parce que ses murs nord sont rapidement recouverts d’herbe.
Le 28 mai 1411, le château est détruit par une révolte.

### 1413-1416: troisième forteresse
La construction d’un troisième château commence le 8 mars 1413. Il est plus petit que le premier, mais suit un plan différent, plus robuste, avec des murs de 15 pieds (environ 4,4 m).
Le 5 avril 1416, cette troisième forteresse est démolie comme les deux premières.

### 1436-1443: quatrième forteresse
La quatrième forteresse est conçue pour assurer la sécurité du gouvernement face au peuple. Elle est construite à partir du 20 décembre 1436, mais est détruite avant le 25 août 1443.

### 1507-1511: cinquième forteresse
La date de la pose de la première pierre du cinquième château est fixée au 20 janvier 1507 à 14 h d’après l’horoscope d’astrologues réputés. Le pape Jules II maudit les démolisseurs du château précédent, et offre 20 ducats d’or au contremaître du chantier. Tous les maçons de Bologne sont forcés d’aider à la construction ; les paysans doivent acheminer les matériaux gratuitement ; les propriétaires doivent donner de la chaux, des pierres et autres matériaux. En 1508, l'ingénieur de la construction est nommé par le pape évêque de Nicée.
Ce château est le plus vaste et le mieux défendu de tous les précédents, et dépasse les murs de la ville. Il comporte des escarpes, et des douves au sud. Huit larges tours sont distribuées sur des murs de graviers et de chaux de 12 brasses d’épaisseur (environ 14 m). La forteresse est séparée en deux parties communicantes, le château proprement dit côté ville, et la citadelle à l’extérieur des murs. Cette dernière comporte deux rues larges de 14 pieds (environ 4 m) le long desquelles sont situées trois files de cent maisons servant à la garnison. La forteresse est réputée avoir coûté 40 000 ducats hors fondations.
Le 27 mai 1511 à 11 h, après 4 ans d’existence, la forteresse est détruite comme toutes les précédentes.

### Ruines
Les ruines des châteaux créent une butte au Nord, qui est alors familièrement appelée « la Montagnola ». Celle-ci fait l’objet d’un aménagement en jardin public en 1662.